# 多啦美&多啦A夢族 機械人學校七大奇異事件
《多啦美&多啦A夢族　機械人學校七大奇異事件!?》是一部於1996年3月2日上映的哆啦A夢附篇動畫電影，由米谷良知執導。片長30分鐘。本電影未曾於中文使用地發行影音產品或上映，僅印行書籍。
但是，有許多人認為，多啦美與多啦小子是男女朋友關係。

## 故事简介
22世纪，为了参加妹妹的毕业典礼，多啦A夢重返很久未去的机器人学校。
可是，那里乌云密布，怪事接二连三地发生，多啦A夢等学生被不明物体吸入，学校内的旧机械教师、旧服务机器人也发生暴乱了。多啦美焦急万分。她用多啦A夢的“好朋友通讯卡”叫来了他的朋友——多啦A夢族。
其中，多啦美跟多啦小子历经一系列的冒险之后，查明了原因：因为雷击击中了旧的中央机器人——爹地13号，导致其将旧机器人用来反妈咪14号——新的中央机器人。所幸，最后他们消除了爹地13号的不良电气，使得其恢复正常。
这之后，爹地13号与妈咪14号合作管理机器人学校。

## 主題曲
| 歌曲                             | 作詞       | 作曲       | 编曲   | 演唱  |
| -------------------------------- | ---------- | ---------- | ------ | ----- |
| 我不會忘記你（あなたを忘れない） | 高見澤俊彥 | 高見澤俊彥 | 井上鑑 | Skirt |